# Crash Bandicoot 2: Cortex Strikes Back
Crash Bandicoot 2: Cortex Strikes Back — відеогра для PlayStation, друга у серії Crash Bandicoot. Розроблена Naughty Dog та випущена у 1997 році. За жанром — платформер.

## Геймплей
Crash Bandicoot 2: Cortex Strikes Back – відеогра-платформер, у якій гравець керує титульним персонажем Crash Bandicoot. Мета гри полягає в тому, щоб зібрати 25 кристалів для ворога Crash – доктора Neo Cortex. Дія гри відбувається у "Warp Rooms", які виступають як вузлові у грі. Кожна Warp Room містить п'ять порталів, що ведуть до різних рівнів. Мета кожного рівня – знайти кристал, розміщений десь по дорозі. Рівень зараховується як пройденний, якщо кристал отримано та досягнуто кінця шляху, який повертає назад до Warp Room. Отриманий кристал з'явиться в щілині над дверима до рівня у Warp Room. Коли всі п'ять кристалів у Warp Room зібрано, гравець повинен стати на платформу в центрі кімнати, щоб перейти до наступної Warp Room. Перед переходом до нової Warp Room, гравець повинен перемогти боса. Гравець отримує певну кількість життів, які втрачаються при нападі ворога або падінні у воду чи яму. Якщо всі життя втрачені, з'явиться екран "Game Over", після якого гравець може продовжити з останнього рівня, на якому грав, вибравши "Так".
Crash має можливість стрибати у повітря та приземлятися на ворожого персонажа, обертатися на кшталт торнадо, ковзати по землі і виконувати Body Slam, щоб зламати певні об'єкти. Crash може стрибати ще виже, ніж зазвичай, якщо він стрибає відразу після ковзання.
Бонусні частини рівня позначаються платформою зі знаком питання та ведуть до таємної частини рівня, у якій можливо отримати численні Wumpa Фрукти та додаткові життя, якщо гравець успішно досягає кінця шляху. Якщо Crash падає униз за межі екрану або ж якщо його було вбито якимось іншим чином, то гравець втрачає все зібране на шляху бонусної частини та повертається до ділянки рівня, з якої був перехід до бонуса.

## Цікаві факти
- Гра багата різноманітними та кумедними анімаціями смерті Креша.[1]